# フィンランド基本法
フィンランド基本法（フィンランドきほんほう、フィンランド語: Suomen perustuslaki、スウェーデン語: Finlands grundlag）は、フィンランドの最高法規である。政府の基本的内容、仕組及び組織や、憲法上の機関間の関係を明確にし、フィンランド国民その他の一般の個人の基本権を提示している。フィンランドにおける最初の憲法法は、1917年のフィンランド独立の直後である1919年に制定された。現行の憲法であるフィンランド基本法は、2000年3月1日に施行された。

## 歴史的背景

### 憲法法の改正の歴史
フィンランドの現在の憲法の条項は、フィンランド基本法という単一の法典に規定されている。
基本法が制定される前は、フィンランド憲法の規定は、4つの個別法に分割され、それらが全て憲法として位置付けられていた。すなわち、1919年のフィンランド政体法（フィンランド語: Suomen hallitusmuoto）、1928年の議会規則（フィンランド語: valtiopäiväjärjestys）、1922年の大臣責任法（内閣の構成員及び法務長官並びに議会オンブズマンの公務の適法性を監査する議会の権限に関する法律。フィンランド語: laki eduskunnan oikeudesta tarkastaa valtioneuvoston jäsenten ja oikeuskanslerin sekä eduskunnan oikeusasiamiehen virkatointen lainmukaisuutta、略称ministerivastuulaki）、1922年の弾劾高等裁判所法（フィンランド語: laki valtakunnanoikeudesta）である。これらの法令は、1つの憲法典にまとめられ、その成立をもって廃止された。
1919年の政体法と1906年の議会規則（1928年に改正）の基本原則は、改正の要請や必要性がほとんどなかったため、1980年代までははほとんど変更されずに維持された。しかし、これらの憲法の規定がそのまま社会の変化にも対応できるわけではない。フィンランド憲法の柔軟性は、フィンランドの特徴的な制度である「例外法」を制定することによって実現されていた。例外法とは、憲法自体を改正する代わりに、特別の例外として法律が制定されるというものである。例外法は、基本法制定以前は、憲法規定の尊重を損なう恐れのある点にまでも多く用いられたが、現行の基本法のもとでは、例外法の制定は限定的である。
最初の大きな憲法改正は、1983年に行われ、大部分が議会規則に規定されている議会の手続に関する多くの重要な条項が修正された。しかし、最も広範囲かつ重要な改正は、1987年に行われ、このときに諮問的国民投票の実施に関する規定が政体法に追加された。選挙人団を通じた共和国大統領の間接選挙制は、選挙人団と直接選挙を組み合わせた制度に置き換わり、通常立法の先送りに関する規定が改正され、法案を先送りできる期間が短縮された。
1991年には、大統領直接選挙と必要に応じた再投票の規定が導入された。この新制度は1994年に初めて実施された。大統領の6年の任期も連続2期に制限され、大統領の議会解散権は、首相からの合理的な要請に基づき、まず議長と議会会派の意見を聴いた上でのみ行使できるよう制限された。1991年の改正では、国家財政に関する政体法及び議会法の条項の改正も行われた。
政体法第2章における基本的権利に関する広範な改正は、1995年8月に施行され、3分の1の少数派が通常立法を次の議会に先送りする権限が廃止され、通常立法に関する多数決議会主義へ最終的に移行したことを意味する。

### 基本法の制定
1990年代には、憲法の統合と修正の必要性が急を要するようになった。例えば、他のほとんどのヨーロッパ諸国の憲法規定は、単一の憲法典に全て規定されているが、上記のとおり、フィンランドではそれらが断片的に複数の法令にまたがって規定されていた。
1990年代後半になり、フィンランドのEU加盟後、憲法改正の手続きが開始された。その理由の一つは、ヨーロッパの問題における意思決定についての取決めの際に、大統領は首相と一緒に欧州理事会の会議に参加すべきかといったような議論が、議会と大統領の間で生じたからである。
また、憲法が4つの法令に分かれているために、複雑で全体像が分かりづらく、規定のレベルも不揃いであるために改正に煩雑な手続が必要になっていた。さらに、改正が積み重ねられていくうちに、関連する条文が他の章や法令に分かれて規定されるような状態であった。
1995年、憲法法の統合と改正の必要性について調査するために、「基本法2000専門作業部会」と呼ばれる作業部会が設置された。作業部会は、全ての憲法規定を単一法典にまとめることを提案し、この改正に含めるべき最も重要な憲法上の課題は、憲法が規制する範囲の縮小、政府の上級機関間の関係の向上、国際問題に関する権限と責任に関する疑問点の明確化、及びEU加盟に関する憲法上の承認であると結論付けた。また、作業部会は、新しい憲法の構成に関する提案書を作成した。
1996年に作業部会から報告書が提出された後、政府は、2000年3月1日に施行される新しい統合された憲法の案を作成するために、「基本法2000委員会」を設置した。委員会は、既存の4つの憲法法に替わる新しい憲法の政府法案を作成するよう命じられた。1997年6月17日、委員会は作業を終え、法案は、1998年中に憲法委員会で検討された。最終的に1999年1月、全会一致の報告書が作成された。同年2月12日、議会は、新憲法を議会選挙が終わるまで保留するという憲法委員会の提案を承認した。1999年3月に新しく選挙された議会は、同年6月に新憲法を承認し、大統領に批准された。
基本法は、その後何度も改正され、特に2011年には、国民請願により法案を議会に提出することができるようになり、2017年には、警察や諜報機関による私的通信へのアクセスが拡大された。

## 主な規定

### 構成
基本法は131箇条で構成され、次のとおり13の章に分かれている。
1. 基本規定
2. 基本権
3. 議会及び議員
4. 議会の活動
5. 共和国大統領及び内閣
6. 立法
7. 国家財政
8. 国際関係
9. 司法
10. 合法性の監督
11. 行政組織と自治
12. 国防
13. 最終規定

### 基本規定と基本権
基本規定に関する冒頭の章では、フィンランドが主権を有する共和国としての地位、人間の尊厳と個人の権利の不可侵性及び国民主権が確認する規定が置かれている。また、間接民主制、国政の最高機関としての議会の地位、権力分立、裁判所の独立、議会政治の原則についても確認している。憲法上の権利に関する規定は、欧州人権条約を忠実に反映しており、政治的自由だけでなく、教育権、社会権、経済的権利を含んでいる。フィンランドの国際人権義務は、憲法よりも上位の最高法規範として位置付けられている。

### 憲法上の機関に関する規定
基本法は、議院内閣制に基づく政府を定めている。そこでは、直接選挙される共和国大統領、首相及び閣僚で構成される政府（5章）、フィンランド議会（3章）が規定されている。また、独立した司法と、通常裁判と行政裁判の二つの司法制度についても規定している。

#### 議会
憲法改正の主な目的の一つが、半大統領制から議院内閣制へ移行させることであった。そこで、基本法は、議会の地位を国政の最高機関として強化し、立法府が業務を遂行しやすいようにした。もっとも、基本法における議会と組織と手続に関する条項には、内容的に根本的な変更が加えられておらず、また、議会と議員の規定はほとんど変更されていない。重要なのは、基本法のもとでは、議会は新しい首相を選出及び任命し、大統領は首相の助言に基づきその他の閣僚を任命する点である（以前の制度では、全ての閣僚の選任は大統領の権限であった）。議会を解散し、臨時選挙を実施する決定は、基本法においても国家元首としての大統領によって行われるが、大統領は、それを固有の裁量によって行うことはできず、首相の助言に基づいてのみ行うことができる。
議会規則のもとでは、議会は伝統的に、政府や関係省庁から職務遂行に必要なあらゆる情報の提供を受ける権利を有しており、さらに、議会の委員会も同様に、その権限内の事項に関する情報や報告を受ける権利を有していた。基本法は、議員個人に対し、秘密情報や政府予算案の作成に関係する情報に該当しない限り、関係当局から職務の遂行に必要な情報の提供を受ける権利を与えることにより、議会が情報提供を受ける権利を拡大した。
基本法は、委員会の準備に続く本会議における法案の読み上げについて従来の3回から2回に削減し、議会の立法手続を合理化及び厳格化した。
政府及び行政機構全体に対する議会の監視は、国家会計検査院に移譲することによって強化された。国家会計検査院は、以前は財務省の下に位置づけられていたが、議会とともに職務を行う独立した機関となり、財政運営と政府予算の遵守を監視する。
新しい議事規則は、基本法における議会に関する規定を補足するものとして、2000年3月1日、基本法と同時に施行された。

#### 共和国大統領と政府
基本法における主な変更点は、共和国大統領の意思決定についての憲法上の規制と政府の組成に関係する。大統領の意思決定手続についての規制はより正確に明記される一方で、議会に対して責任を負い、議会の信任に基づく政府は、大統領の意思決定に大きな役割を与えられた。最も顕著な変化は、外交に関するものを含む政府法案の提出及び取下げについての最終決定が、共和国大統領から政府に移譲された点である。
政府の構成に関しては、基本法の規定では、首相の任命権が大統領から議会に移譲された。したがって、基本法では、政府の組成に関する大統領の主導的役割が失われた。基本法における大統領は、適切な政府の基本方針と計画及び適切な首相候補者について議会会派が合意に至ることができない場面においてのみ重要な役割を担うことになる。

### 委任
80条は、特定の事項について、委任が明確に法律で認められている場合にのみ、命令で規律することができると定めている。しかし、私人の権利と義務に関する原理及びその他の憲法で法律事項とされる事項は、法律によって規律される。80条は、要するに、議会が立法権を委譲する際の境界線を定めるものである。
基本法は、いくつかの事項について通常法に委任している。これらの法律は、憲法上の権利に関するものであるが、憲法法とはみなされない。例えば、国防に参加する普遍的義務は127条の二文に規定されているが、どちらも通常法に委任している。

## 批判
フィンランドの憲法制度は、事実上、独立した違憲審査の仕組みが欠けており、権力分立が適切に保障されていないと批判されてきた。法律の合憲性は司法により判断されず、実際は、議員で構成される議会独自の基本法委員会で審査される。違憲審査が立法府自身やその中の委員会において行われるのは、オランダやスイス等の国である。
基本法では、明確に、特定の事案において通常法の規定が基本法の規定に抵触する場合は、裁判所は、基本法の規定を優先することを示している（106条）。しかし、裁判所は、法律を無効化することや合憲性を判断することはできない。以前の憲法法では、最高裁判所や最高行政裁判所が必要に応じて法令の解釈や改正を請求する制度が定められていたが、この規定は廃止され、現行基本法で法律の合憲性を守る責任は、完全に議会にある。